# Bộ trưởng Bộ Tài chính (Việt Nam)
Bộ trưởng Bộ Tài chính Việt Nam là người đứng đầu Bộ Tài chính Việt Nam. Bộ trưởng hiện tại là Nguyễn Văn Thắng.

## Nhiệm vụ
Theo Quyết định số 784/QĐ-BTC của Bộ trưởng Bộ Tài chính về việc phân công lĩnh vực phụ trách của lãnh đạo Bộ Tài chính, trong đó Bộ trưởng Bộ Tài chính được phân công nhiệm vụ cụ thể như sau:
- Chỉ đạo trực tiếp công tác chiến lược, chính sách tài chính Ngành; các cân đối vĩ mô của nền kinh tế liên quan đến Ngành Tài chính; công tác cải cách hiện đại hóa Ngành Tài chính;
- Lãnh đạo, chỉ đạo toàn diện về công tác tổ chức bộ máy, cán bộ và bảo vệ chính trị nội bộ, các nhiệm vụ công tác của Bộ và của Ngành quy định tại Nghị định số 87/2017/NĐ-CP ngày 26/07/2017 của Chính phủ quy định chức năng, nhiệm vụ, quyền hạn và cơ cấu tổ chức của Bộ Tài chính và các Luật chuyên ngành.
- Giữ vị trí và các chức danh: Bí thư Ban Cán sự Đảng Bộ Tài chính; Trưởng Ban Bảo vệ chính trị nội bộ; Chủ tịch Hội đồng Thi đua - Khen thưởng - kỷ luật Ngành Tài chính; Chủ tịch Hội đồng quản lý Bảo hiểm Xã hội Việt Nam.

Ngoài ra, Bộ trưởng Bộ Tài Chính còn trực tiếp phụ trách Vụ Tổ chức cán bộ, Bộ Tài chính.

## Danh sách Bộ trưởng
| STT                     | Bộ trưởng Bộ Tài chính  | Bộ trưởng Bộ Tài chính       | Nhiệm kỳ                | Nhiệm kỳ                | Chức vụ                      | Ghi chú |
| STT                     | Bộ trưởng Bộ Tài chính  | Bộ trưởng Bộ Tài chính       | Bắt đầu                 | Kết thúc                | Chức vụ                      | Ghi chú |
| Bộ Tài chính (1945-nay) | Bộ Tài chính (1945-nay) | Bộ Tài chính (1945-nay)      | Bộ Tài chính (1945-nay) | Bộ Tài chính (1945-nay) | Bộ Tài chính (1945-nay)      | Bộ Tài chính (1945-nay) |
| ----------------------- | ----------------------- | ---------------------------- | ----------------------- | ----------------------- | ---------------------------- | --- |
| 1                       |                         | Phạm Văn Đồng (1906-2000)    | 16 tháng 8 năm 1945     | 2 tháng 3 năm 1946      | Bộ trưởng Bộ Tài chính       | Thủ tướng Chính phủ (1955 - 1987) Cố vấn Ban Chấp hành Trung ương Đảng Cộng sản Việt Nam (1986-1997)                                                                  |
| 2                       |                         | Lê Văn Hiến (1904-1997)      | 2 tháng 3 năm 1946      | 1 tháng 6 năm 1958      | Bộ trưởng Bộ Tài chính       | Phó Chủ tịch Hội đồng Quốc phòng tối cao (1948 - 1962) Đại sứ Đặc mệnh toàn quyền tại Vương quốc Lào (1962-1975) Phó Chủ tịch Hội đồng Quốc phòng tối cao (1948-1962) |
| 3                       |                         | Hoàng Anh (1910-1985)        | 1 tháng 6 năm 1958      | 1 tháng 4 năm 1965      | Bộ trưởng Bộ Tài chính       | Lần thứ nhất Phó Thủ tướng Chính phủ (1971-1976) |
| 4                       |                         | Đặng Việt Châu (1914-1987)   | 1 tháng 4 năm 1965      | 28 tháng 3 năm 1974     | Bộ trưởng Bộ Tài chính       | Phó Thủ tướng Chính phủ (1974 -1976) Bộ trưởng, Chủ nhiệm Văn phòng Chính phủ (1/1981 - 7/1981)                                                                       |
| -                       |                         | Đào Thiện Thi (1918-2007)    | 28 tháng 3 năm 1974     | 1975                    | Quyền Bộ trưởng Bộ Tài chính | |
| 5                       | 1975                    | Đào Thiện Thi (1918-2007)    | 28 tháng 2 năm 1977     | Bộ trưởng Bộ Tài chính  |                              | |
| 6                       |                         | Hoàng Anh (1910-1985)        | 28 tháng 2 năm 1977     | Bộ trưởng Bộ Tài chính  | 23 tháng 4 năm 1982          | Lần thứ hai Phó Thủ tướng Chính phủ (1971-1976) |
| 7                       |                         | Chu Tam Thức (sinh 1932)     | 23 tháng 4 năm 1982     | Bộ trưởng Bộ Tài chính  | 21 tháng 6 năm 1986          | |
| 8                       |                         | Vũ Tuân (1922-1993)          | 21 tháng 6 năm 1986     | Bộ trưởng Bộ Tài chính  | 16 tháng 2 năm 1987          | Bộ trưởng,Chủ nhiệm Văn Văn phòng chính phủ (1977-1981) |
| 9                       |                         | Hoàng Quy (1906-2009)        | 16 tháng 2 năm 1987     | Bộ trưởng Bộ Tài chính  | 1 tháng 2 năm 1992           | |
| 10                      |                         | Hồ Tế (sinh 1936)            | 1 tháng 2 năm 1992      | Bộ trưởng Bộ Tài chính  | 6 tháng 11 năm 1996          | |
| 11                      |                         | Nguyễn Sinh Hùng (sinh 1946) | 6 tháng 11 năm 1996     | Bộ trưởng Bộ Tài chính  | 28 tháng 6 năm 2006          | Phó Thủ tướng Thường trực Chính phủ (2006 - 2011) Chủ tịch Quốc hội nước Cộng hòa xã hội chủ nghĩa Việt Nam (2011 - 2016)                                             |
| 12                      |                         | Vũ Văn Ninh (sinh 1955)      | 28 tháng 6 năm 2006     | Bộ trưởng Bộ Tài chính  | 3 tháng 8 năm 2011           | Phó Thủ tướng Chính phủ (2011 - 2016) |
| 13                      |                         | Vương Đình Huệ (sinh 1957)   | 3 tháng 8 năm 2011      | Bộ trưởng Bộ Tài chính  | 23 tháng 5 năm 2013          | Bí thư Thành ủy Hà Nội (2020 - 2021) Chủ tịch Quốc hội nước Cộng hòa xã hội chủ nghĩa Việt Nam (2021 - 2024)                                                          |
| 14                      |                         | Đinh Tiến Dũng (sinh 1961)   | 24 tháng 5 năm 2013     | Bộ trưởng Bộ Tài chính  | 7 tháng 4 năm 2021           | Bí thư Thành ủy Hà Nội (2021 - 2024) |
| 15                      |                         | Hồ Đức Phớc (sinh 1963)      | 8 tháng 4 năm 2021      | Bộ trưởng Bộ Tài chính  | 28 tháng 11 năm 2024         | Phó Thủ tướng Chính phủ (2024 - nay) |
| 16                      |                         | Nguyễn Văn Thắng (sinh 1973) | 28 tháng 11 năm 2024    | Bộ trưởng Bộ Tài chính  | đương nhiệm                  | |